# Veckelax

Veckelax vapen

Veckelax (finska: Vehkalahti) är en före detta kommun i Kymmenedalen i Finland. Kommunen låg vid Finska vikens kust där den geografiskt omgav staden Fredrikshamn både på land och till sjöss med sin skärgård. Den 1 januari 2003 uppgick Veckelax i Fredrikshamns stad genom kommunsammanslagning.
Ytan (landsareal) var 680,0 km² och kommunen beboddes av 11.016 människor med en befolkningstäthet av 16,2 km² (1908-12-31).
Veckelax kyrksocken torde ha bildats i mitten av 1300-talet även om den nämns först år 1396. Som handelsplats nämns Veckelax redan 1336. Veckelax kyrka är ursprungligen uppförd i sten omkring 1430-1470. Den har nu en nyklassisk exteriör, vilken tillkom efter branden 1821.

## Byar och öar med svenska namn
På godsen, i industrierna, bland tjänstemän och fiskarbefolkningen fanns en stor andel svenskspråkiga. Också efter ryska revolutionen kom många svenskspråkiga att bosätta sig i området. Efter den stora förfinskningsvågen under 1920-talet försvann det svenska inslaget.

### Följande byar och öar har eller har haft svenska namn
Bamböle (fi. Pampyöli), Böle (fi. Pyöli eller Husula), Bötö, Boxböle (by på 1500-talet), Brakila (fi. Rakila), Bredskall (fi. Reitkalli), Grotsby (användes under 1500-talet parallellt med Norsby), Hillnäs (fi. Hillo), Husuböle (fi. Husupyöli), Kuorsalö (fi. Kuorsalo), Kvarnby (fi. Myllykylä), Kyrkoby (belagt år 1557 som namn för Sandby), Landbobacka (senare Stensböle), Lillnevitto (fi. Neuvoton), Mäntlax (fi. Mäntlahti), Norsby (fi. Poitsila), Poitsila, Rousby (fi. Kolsila), Salmis (fi. Salmi), Sandby (fi. Hietakylä), [Sigvartsby] (fi. Sivatti), Skogby (fi. Metsäkylä), Stamö (fi. Tammio), Stensböle (senare namn för Landbobacka före namnet Stöders), Stöders (senare namn för Stensböle, fi. Töyteri), Strömsby (fi. Salmenkylä), Sundby (tidigare namn för Salmis), Veckjärvi, Fredrikshamn (fi. Vehkajärvi) och Villnäs, Fredrikshamn (fi. Vilniemi).

## Politik

### Mandatfördelning i Veckelax kommun, valen 1976–2000
|  | 12 | 13 |  |  | 7 |

|  | 12 | 12 |  |  | 8 |

| 13 | 13 |  | 8 |

| 14 | 13 |  | 7 |

| 15 |  |  | 10 |  | 7 |

| 14 | 12 |  | 8 |

|  | 12 | 14 |  | 7 |